# Slovanští duchové osudu

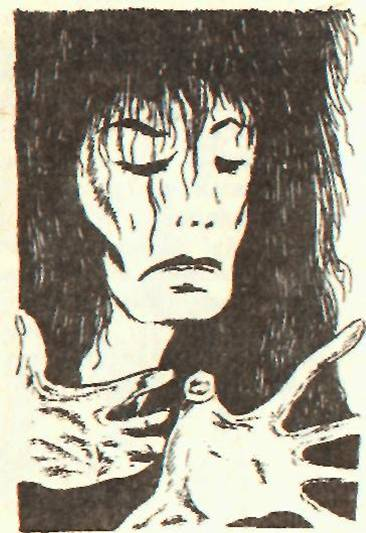
Lichoradka, démon zimnice

Předkřesťanští Slované věřili v existenci duchů kteří bdí nad lidským osudem a mohou jej ovlivnit. Mezi takové bytosti lze zařadit především Roda, zmiňovaného již v raných v ruských pramenech, chápaného některými badateli jako démon osudu. S ním jsou zmiňovány i Rožanice, ženské bytosti, v lidové kultuře a pozdějších pramenech kdy už není Rod zmiňován, chápány jako dárkyně osudu. I mimo Rusko jsou známy podobné bytosti, například české sudičky, které jsou obdobou řeckých Moir a severských Norn. Dále se v lidové kultuře, sporadicky i v raných písemných pramenech, objevovali personifikace šťastného či nešťastného osudu, personifikovaný Osud, nemoci i Smrt.
V ruské lidové kultuře je známa Dolja, personifikovaný osud, zajišťující štěstí v životě. Je např. zmíněna v nápisu na skále v pohádce Mrazík. Jejími dárci je především rožanice, tedy matka a rod tedy předci, v žalozpěvech děti často naříkají že od matky Dolju nedostali.) Je popisována jako bílá žena v chatrném oděvu se schopností se proměnit v různé podoby. Bydlí za pecí nebo pod košem ve světnici a stará se o svého člověka od narození do smrti, dívky ji prosí aby je doprovodila do nového příbytku. Dolja pomáhá s dětmi, hospodářstvím i zdravím. Dolje je podobná srbská Sreća, zmiňovaná již v 10. století,, zobrazována jako krásná dívka předoucí zlatou nit, která také zajišťuje šťastný osud.
Na Rusi byla známa i Dolja negativní, nazývaná Nedolja či Licho, která naopak nic nedělá, přináší smůlu a všechny pokusy zbavit se jí jsou marné. Slovo licho souvisí s ruským лишний lišnij „zbytečný, přebytečný“, polským lichy „nekvalitní“ a českým lichý. Objevuje se v různých příslovích jako je ruské „Nebuďte licho, když je ticho.“ nebo polské „Ticho! Licho nespí.“. Dále se objevuje v pohádkách kde se hrdina snaží svého špatného osudu zbavit, často jej však licho přelstí. Podobají se mu další pozdní zosobnění špatného osudu jako Hoře, Bída nebo Nouze. Tyto bytosti se často objevují jako hudená dívka či jednooká žena. V Srbsku se objevuje v podobě šedé stařeny s krhavýma očima, zvané Nesreća. Ukrajinci znají bytost zvanou zlydni „zlé dny“, která se však neváže k člověku, ale k místu. Věřilo se také v personifikovaný osud, v Rusku v podobě stařeny zvané sudba, která jej rozděluje podle toho zda žije v bohatství či chudobě. V Srbsku je její obdobou stařec zvaný sud či usud, který ve svém paláci rozsypává zlato nebo střepy a podle toho se rodí boháči či chudáci.
S démony osudu lze spojit i personifikace nemocí a smrti. Jedná se o zosobnění moru: ruskou čumu, polskou dżumu a jihoslovanskou kugu nebo také horečky pristrit, zimnice lichoradka a neštovic ospa matuška. Smrt měla podobu bíle oděné dívky či ženy v jejímž podzemním sídle hořely svíčky vyměřujícím lidské životy. Zjevovala se především na křižovatkách a u postelí nemocných, pokud stála u hlavy zvěstovalo to úmrtí, pokud u nohou tak uzdravení. Na rozdíl od démonů špatného osudu a nemocí šla oklamat jen na krátkou dobu.